# Frank Borman
Frank Frederick Borman II (Gary, 14 marzo 1928 – Billings, 7 novembre 2023) è stato un ingegnere e astronauta statunitense, il primo ad avere orbitato attorno alla Luna alla guida della missione Apollo 8 del 1968.

## Biografia
Frank Frederick Borman II nacque il 14 marzo 1928 al 2162 West 11th Avenue di Gary (Indiana), unico figlio di Edwin Otto Borman (1901–1994) e sua moglie Marjorie Ann Pearce. La famiglia discende da tedeschi. Dato che soffrì di problemi otorinolaringoiatrici come sinusiti e mastoiditi, la famiglia emigrò a Tucson, Arizona, con il clima più mite. Il padre gestì un distributore di carburante della Mobil.
Borman frequentò la Sam Hughes Elementary School a Tucson, dove giocò a calcio e baseball. Andò poi alla Mansfeld Junior High School, dove tentò di entrare nel American football team. Non all'altezza, fondò una sua squadra con ragazzi locali, sponsorizzata da un gioielliere della zona. Guadagnò un po' di soldi vendendo giornali, come il Arizona Daily Star.
Dopo la Mansfeld, Borman andò alla Tucson High School, con buon profitto. Giocò come quarterback alla junior varsity team, e divenne second-string quarterback al varsity team. Iniziò all'epoca a frequentare Susan Bugbee, sophomore della scuola.
Durante la seconda guerra mondiale nel 1941, i genitori trovarono lavoro alla Consolidated Vultee di Tucson. Volò per la prima volta a cinque anni di età. Imparò a volare a 15 anni, prendendo lezioni dall'istruttrice Bobbie Kroll, a Gilpin Field. Ottenuto il brevetto, si iscrisse all'aeroclub locale. Fu anche praticante di modellismo con aerei in balsa.

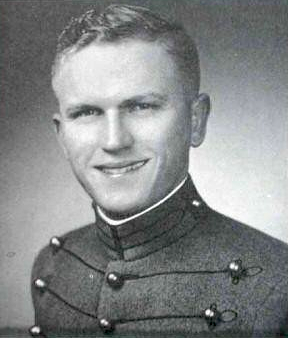
Cadetto a West Point

Borman, mentre stava costruendo un aeroplano modello con un amico, venne interrogato sul suo futuro dal padre dell'amico. Borman disse che avrebbe voluto studiare ingegneria aeronautica, ma i genitori non gli diedero i soldi a sufficienza per frequentare fuori dallo Stato, e né la University of Arizona né Arizona State University offrivano corsi in quell'ambito. I meriti sportivi non furono sufficienti per una borsa di studio, e pensò di frequentare la United States Military Academy a West Point.
Borman enterò a West Point il 1º luglio 1946. Fu molto difficile entrarvi. Imparò anche a nuotare. Venne nominato assistente all'allenatore da Earl Blaik. Alla fine del primo anno, Borman fu cadetto capitano, e manager del varsity football team.
Terminati nel 1950 gli studi d'ingegneria presso l'accademia militare americana di West Point, Borman prestò servizio fino al 1953 come pilota di aerei da combattimento nell'aeronautica militare americana rimanendo di stanza nelle isole Filippine. In seguito fu istruttore di volo in Georgia e nell'Arizona. Dal 1957 al 1960 insegnò termodinamica e meccanica dei fluidi quale professore associato presso l'Accademia di West Point. Conclusa questa esperienza ritornò a pilotare aerei all'Edwards Air Force Base in California per diventare in un primo momento pilota collaudatore ed in seguito nuovamente istruttore di volo.
Il 17 settembre 1962 venne scelto dalla NASA con il secondo gruppo degli astronauti. Come incarico speciale collaborò allo sviluppo dei razzi in grado di portare le capsule spaziali nell'orbita terrestre.

### Progetto Gemini
Il primo incarico ufficiale gli venne assegnato il 27 luglio 1964, essendo stato nominato comandante di riserva per la missione Gemini 4. Terminata tale missione con successo il 3 giugno 1965, un mese dopo (il 1º luglio 1965) Borman venne nominato comandante del volo successivo, la missione Gemini 7. Insieme a James A. Lovell orbitò intorno alla terra dal 4 dicembre al 18 dicembre 1965. Tale record di permanenza nello spazio sarà battuto solo nel 1970.

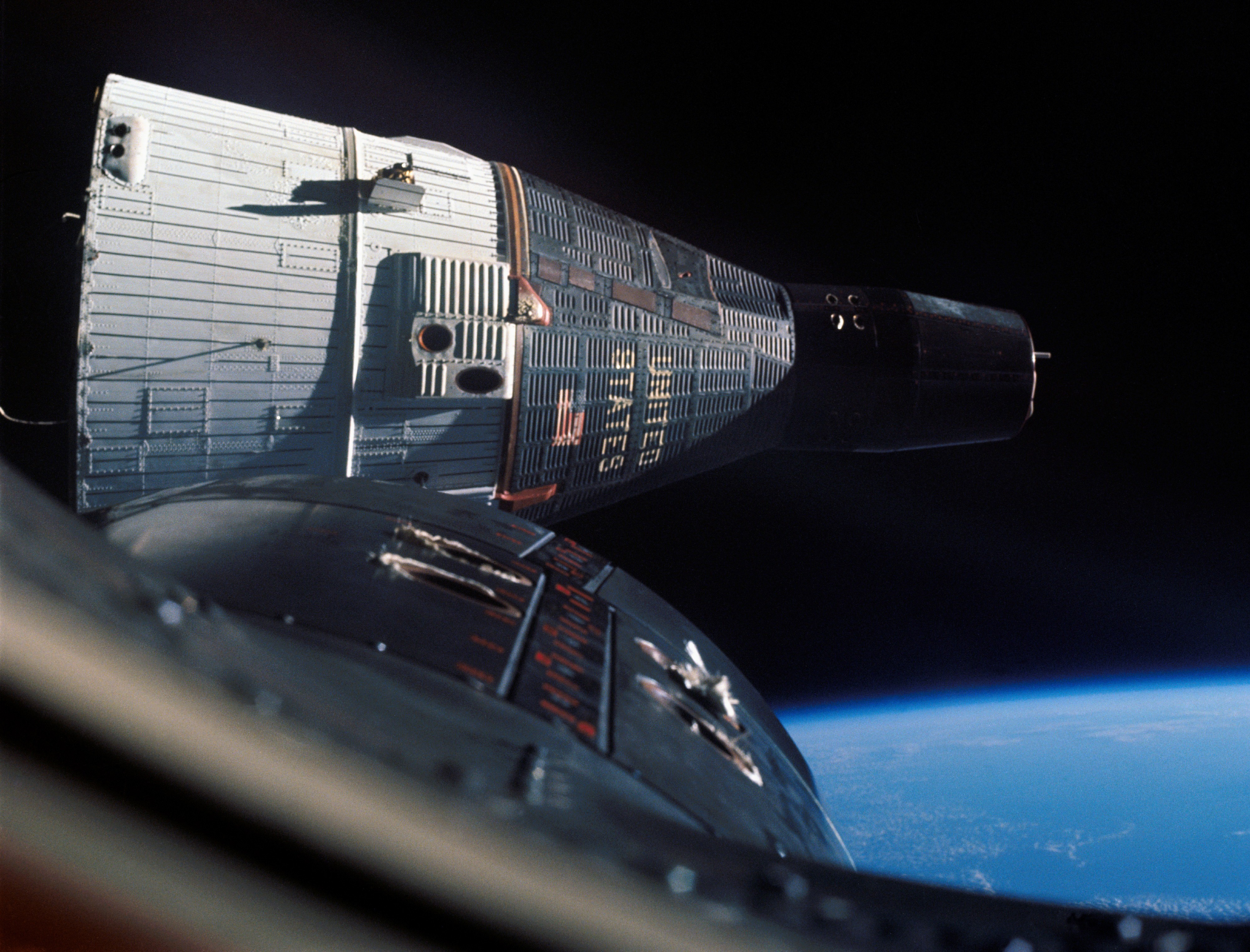
Gemini 7, in orbita, visto da Gemini 6

Il 29 settembre 1966 venne nominato comandante dell'equipaggio di riserva per il secondo volo con equipaggio del programma Apollo. Solo poche settimane dopo tale nomina, la missione venne però cancellata, in quanto considerata una ripetizione inutile del primo volo.
In seguito alla catastrofe dell'Apollo 1, durante la quale persero la vita tre astronauti, Frank Borman fece parte della commissione d'inchiesta. Borman venne inoltre incaricato di dirigere la squadra che fu formata per modificare il sistema di costruzione della capsula dell'Apollo.
In seguito la NASA insistette con il programma di voli nello spazio con equipaggi. Così il 20 novembre 1967 vennero effettuate le nomine per il secondo e terzo volo dell'Apollo (allora chiamate missioni D e E). Borman venne nominato comandante della missione E. Per questa missione vennero inoltre scelti Michael Collins e William Alison Anders. La missione era programmata quale primo volo con il nuovo razzo Saturn V con una durata massima di 11 giorni.
Nell'estate 1968 si dovette però constatare che il modulo lunare, che avrebbe dovuto essere testato durante il secondo volo Apollo con equipaggio (missione D), non sarebbe stato finito in tempo utile. Pertanto la NASA decise, senza comunque informare il pubblico, che la missione E sarebbe stata anticipata. L'equipaggio di Borman venne dunque assegnato alla missione che, dopo l'annullamento della "E", fu rinominata in "C-Prime" e volta a circumnavigare la Luna. Michael Collins dovette sottoporsi ad un intervento chirurgico e pertanto venne sostituito in questa missione da Jim Lovell che aveva già volato con Borman su Gemini 7.

### Apollo 8

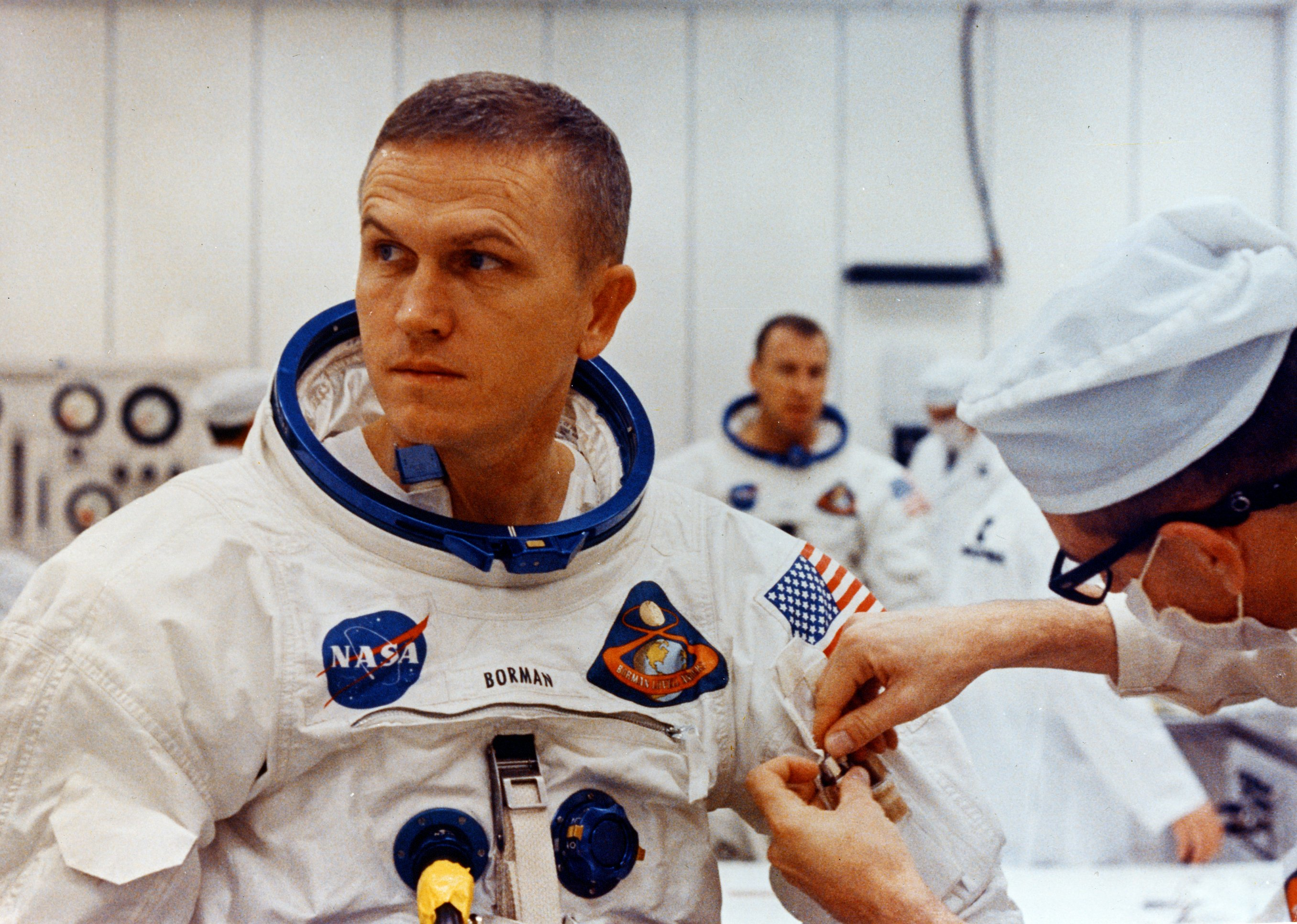
Borman si prepara per il lancio dell'Apollo 8 il 21 dicembre 1968

Conclusa la missione C (in seguito numerata come Apollo 7), la NASA decise quindi che l'equipaggio di Borman sarebbe stato il primo a volare verso la Luna, decisione che venne presa il 10 novembre. Il lancio della storica missione di Apollo 8 avvenne il 21 dicembre 1968 e la stessa durò sette giorni. Durante tutto il volo Borman ebbe problemi simili al mal di mare, successivamente identificati come sindrome da adattamento allo spazio, che lo costrinsero a vomitare frequentemente. Per Borman tale volo fu il secondo ed ultimo volo nello spazio. Borman fu uno dei pochi astronauti dei programmi Gemini ed Apollo a non collaborare mai in altre missioni nel ruolo di radiofonista di contatto con la capsula di missione - (Capcom).

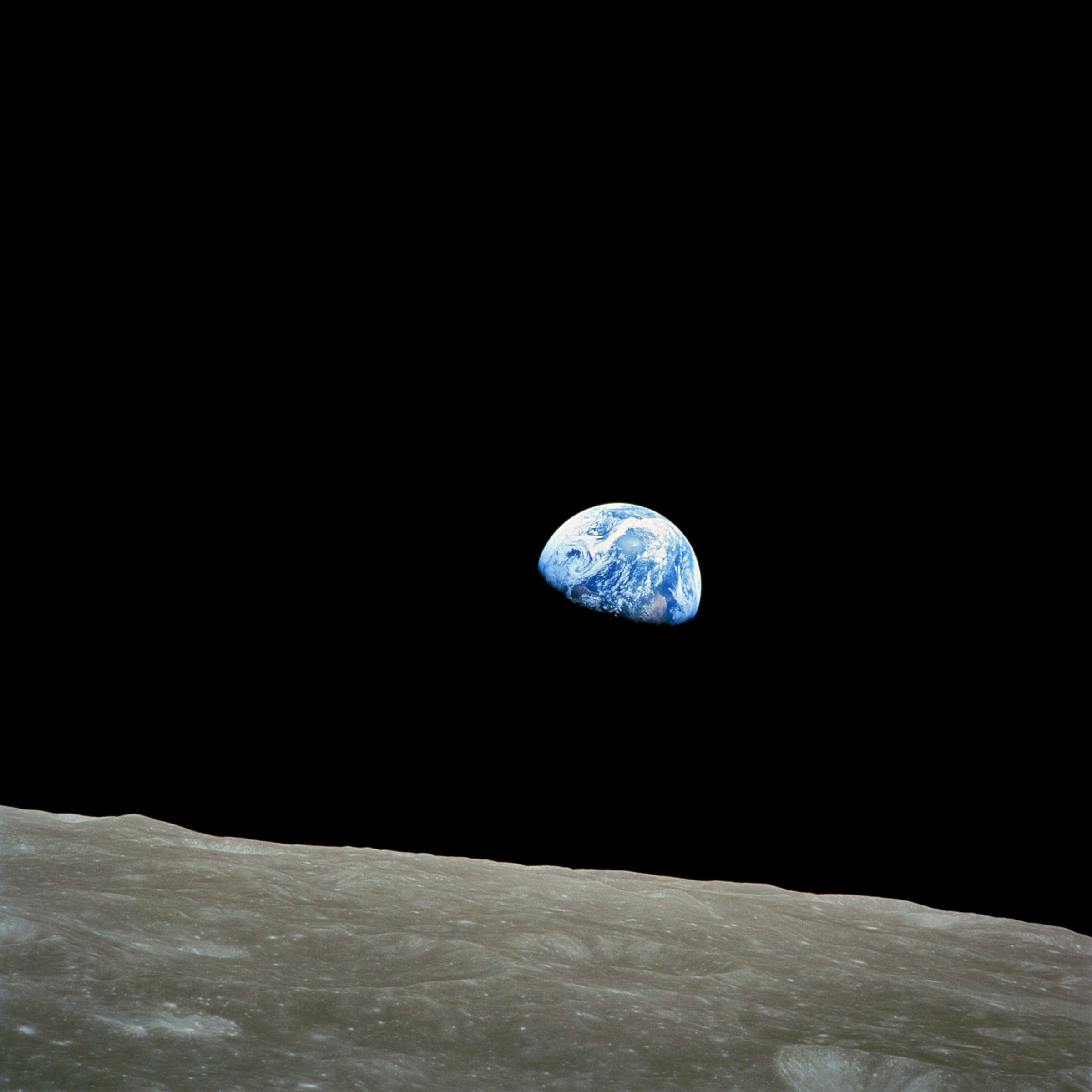
Fotografia a colori della Terra dopo aver girato attorno alla Luna presa da William Anders il 24 dicembre 1968 durante la missione Apollo 8

Nel febbraio 1969 fu in visita in Italia, ed il 14 febbraio fu ricevuto al CNR dall'allora presidente Vincenzo Caglioti, tenendo una conferenza sul suo volo con l'Apollo 8. Il 15 febbraio 1969 fu ricevuto da Sua Santità Paolo VI al quale donò la Medaglia di Sua Santità Giovanni XXIII, opera dello scultore Felice Mina, contenente al rovescio un pezzo di un vestito dello stesso Pontefice, portata da lui stesso intorno alla Luna dal 21 al 27 dicembre 1968 sulla nave spaziale Apollo 8 e ora conservata nei Musei Vaticani.
Nel luglio del 1969, pochi giorni prima dell'allunaggio dell'Apollo 11 Borman visitò ufficialmente l'allora Unione Sovietica, accompagnato da sua moglie e dai suoi due figli, allora rispettivamente di 15 e 17 anni. Borman ebbe l'occasione di incontrare Nikolaj Kamanin, il direttore del programma sovietico di voli nello spazio, nonché i cosmonauti Konstantin Feoktistov, Gherman Titov, Vladimir Šatalov, Boris Volynov, Georgij Beregovoj e Valentina Tereškova. Kamanin disse di Borman che "possiede il talento oratorio nonché un grande senso per la diplomazia" e cioè che aveva tutte le qualità di un politico nato.

### Eastern Air Lines
Il 1º luglio 1970 Frank Borman lasciò definitivamente la NASA per passare alla compagnia aerea americana Eastern Air Lines, in un primo momento quale vicepresidente, ed in seguito, dal 1976 come presidente. Si stabilì a Miami, in Florida, lo stesso anno frequentò un programma di sei settimane di gestione avanzata della Harvard Business School.. La sera del 29 dicembre 1972, Borman ricevette una telefonata che lo informava che il volo 401 della Eastern Air Lines era scomparso dai radar vicino alle Everglades in Florida. Prese un elicottero e riuscì ad atterrare al buio a 150 metri dal luogo dell'incidente e, in una palude con l'acqua fino alla vita, aiutò le vittime dello schianto e caricò i sopravvissuti sugli elicotteri. Delle 176 persone a bordo, 101 morirono sul colpo o in seguito alle ferite riportate.
Diventò presidente della compagnia area nel dicembre 1976, proprio in un momento in cui il prezzo del carburante quadruplicava. Applicò una politica di riduzione dei costi, non volle più uffici sontuosi e auto aziendali di lusso, licenziò anche centinaia di dirigenti. Convinse anche i dipendenti ad accettare un congelamento dei salari nel 1976, con un aumento dell'8% nel 1977, quindi un programma di retribuzione variabile di cinque anni. La gestione di Borman come presidente dell'EAL consentì un risparmio di quasi nove milioni di dollari. Durante questo periodo Borman riuscì a raggiungere i quattro bilanci più positivi e con il maggior profitto di tutta la storia della Eastern.
Ottenendo in prestito gratuito per alcuni mesi un A-300 B nel 1978, permise al costruttore europeo di aerei Airbus di penetrare nel mercato ultraprotezionista americano acquistando successivamente ventitré aerei di questo tipo. La reputazione del presidente della compagnia e il fatto che non si potesse mettere in dubbio il suo patriottismo, permisero all'Airbus di vendere aerei ad altre compagnie negli Stati Uniti. Pertanto, Borman ordinò aerei nuovi e più efficienti in termini di carburante per un valore di 1,4 miliardi di dollari, ma il debito della società salì a 2,3 miliardi di dollari. Il 1979 fu l'ultimo anno redditizio fino al 1985, perché durante questo periodo EAL registrò perdite. Il rapporto debito/capitale netto della società salì quindi a 8:1 e il debito richiese 235 milioni di dollari in pagamenti di interessi, ovvero circa 6,5 centesimi per dollaro guadagnato.
Il calo della redditività fu dovuto solo in parte al debito della compagnia perché nel 1978 avvenne anche la deregolamentazione del trasporto aereo. Ciò si tradusse in un aumento del numero di compagnie aeree negli Stati Uniti da 30 a quasi 100. Poiché alcuni dei nuovi operatori offrivano prezzi bassi non redditizi e insostenibili per guadagnare quote di mercato, EAL aumentò le sue perdite. Borman negoziò importanti accordi di riduzione salariale con l'Air Line Pilots Association (ALPA), l'Associazione internazionale dei macchinisti e dei lavoratori aerospaziali (IAMTA) e il sindacato dei lavoratori dei trasporti (TWU). Allo stesso tempo, i dipendenti, remunerati nominalmente con azioni della società, ne videro il valore scendere da 60 dollari per azione nel 1966 a 6 dollari nel 1983. Di fronte alle difficoltà, Borman fu costretto a fare licenziamenti significativi. Nel 1984, poi nel 1985, non ci furono più perdite ma la redditività rimase troppo bassa. Con l'EAL sull'orlo della bancarotta e Borman che cercava di rinegoziare con i sindacati, la posizione di Borman diventò a rischio. Il consiglio di amministrazione di EAL decise di vendere la compagnia aerea alla Texas Air Corporation, guidata da Frank Lorenzo. Borman si dimise nel giugno 1986. Se il fallimento personale fu significativo, ebbe una sostanziosa indennità di fine rapporto di quasi 900 000 dollari con un supplemento annuale di 150 000 dollari per un ruolo di consulenza.

### Dopo Eastern Air Lines

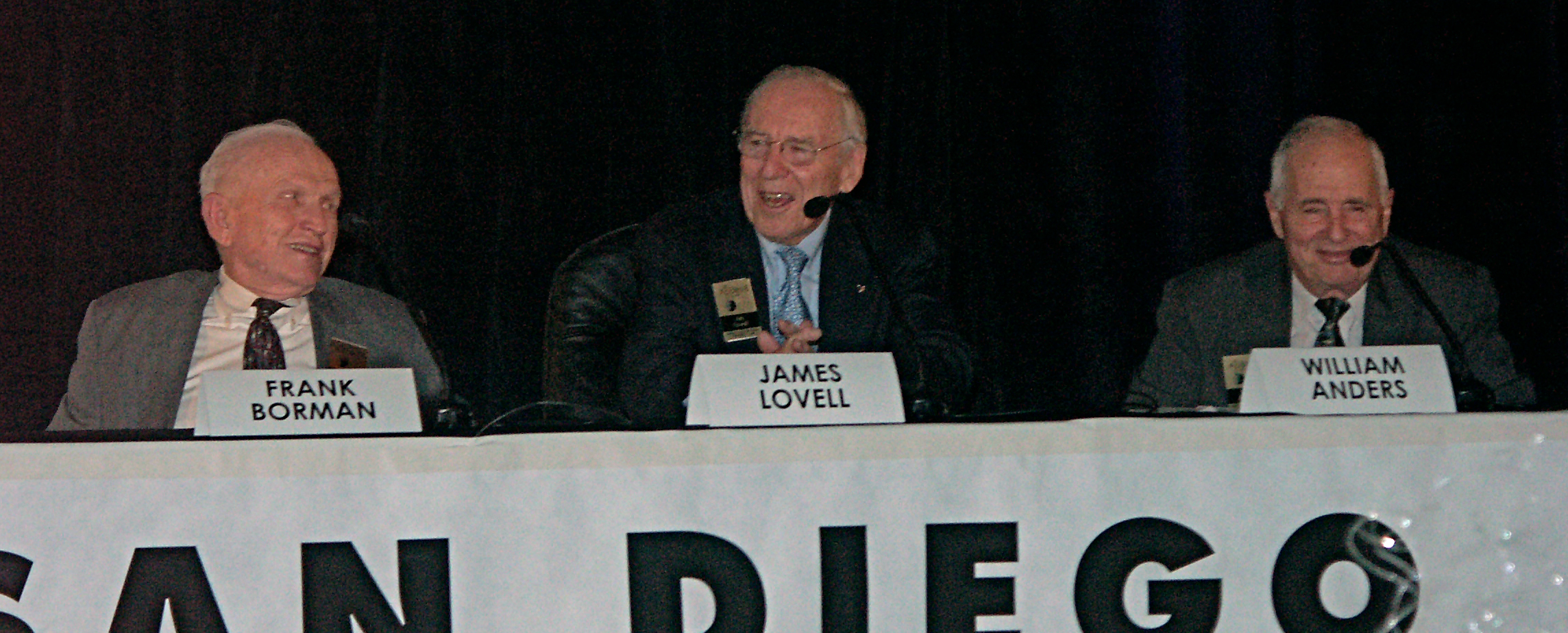
Borman con James Lovell e William Anders a Museo dell'aria e dello spazio di San Diego nel dicembre 2008, in occasione del 40º anniversario dell'Apollo 8

Borman e sua moglie lasciarono Miami e si trasferirono a Las Cruces, nel New Mexico. Per un certo periodo fu proprietario di maggioranza di una concessionaria Ford fondata da suo figlio Fred. Fu membro dei consigli di amministrazione di Home Depot, National Geographic, Outboard Marine Corporation, Automotive Financial Group , Thermo Instrument Systems e American Superconductor. Fu direttore della Patlex Corporation, una piccola azienda che detiene brevetti sui laser, dal luglio 1988 all'agosto 1996. Nel 1988 pubblicò anche un'autobiografia, Countdown: An Autobiography, scritta in collaborazione con Robert J. Serling.
Nel 1998, Borman acquistò un ranch sulle montagne della contea di Big Horn, nel Montana meridionale, dove venivano allevati 4 000 capi di bestiame su 65 000 acri. Oltre ad occuparsi del bestiame, perseguiva il suo hobby di costruire modellini di aeroplani tanto da diventare membro della Society of Antique Modelers (SAM). Si stabilì quindi a Billings, Montana. Sua moglie Susan soffriva della malattia di Alzheimer e lui si prese cura di lei e quando fu posta in una casa di riposo, andò a trovarla tutti i giorni fino alla sua morte il 7 settembre 2021.
Frank Borman morì il 7 novembre 2023 a Billings, nel Montana, all'età di 95 anni.